# Aeropuerto de Poznan-Ławica (Polonia)
El Aeropuerto de Poznan-Ławica (IATA: POZ, OACI: EPPO), construido en 1913, es uno de los más antiguos aeropuertos de Polonia. Se encuentra a unos 7 kilómetros al oeste del centro de Poznan.
La zona norte ha sido utilizada como aeropuerto militar desde su concepción. La zona sur es utilizada para las operaciones civiles. Se hacen frecuentes menciones a la necesidad de reubicar el aeropuerto debido a que el patrón de vuelo a pista pasa exactamente por encima de la ciudad. 
El aeropuerto atiende vuelos internacionales, domésticos y de carga así como a la aviación general. Se inauguró una nueva terminal en 2001 que puede atender a 1,5 millones de pasajeros al año.

## Confusión con el aeropuerto militar de Poznan-Krzesiny
El aeropuerto de Poznan-Ławica (ICAO: EPPO) suele ser confundido por los pilotos con la cercana base aérea, la base aérea de Poznan-Krzesiny (ICAO: EPKS), que también tiene una pista de 2500 metros. Las dos pistas tienen prácticamente la misma orientación: la de Ławica es 11/29 (orientación magnética: 108/288) y la de Krzesiny es 12/30 (orientación magnética: 117.9/297.9). Las dos pistas convergen en una línea estrecha, y topándose con Krzesiny en primer lugar para las aproximaciones desde el este. Por otro lado, la base aérea de Krzesiny tiene dos pistas, y se encuentran al sureste del centro de la ciudad, mientras Poznań-Ławica se encuentra al oeste de esta. El 15 de agosto de 2006, un vuelo chárter Turco procedente del aeropuerto de Antalya, en Antalya, Turquía a Poznan-Ławica, el Sky Airlines 335, un Boeing 737, aterrizó por equivocación a las 19:50, horario local, en la base aérea de Poznan-Krzesiny. 
Según Krzysztof Krawcewicz, piloto y editor de la revista polaca de aviación Przegląd Lotniczy/Aviation Revue, esta fue, como mínimo, la séptima equivocación de un avión que aterrizó en la base aérea de Poznan-Krzesiny tan solo en el 2006. Él culpa, al igual que otros, a los "escandalosos procedimientos que hay en el control del tráfico aéreo en Poznan-Ławica", y al nulo uso del radar en el control de los aviones en aterrizaje, que actualmente existe, pero que permanece apagado por la agencia de tráfico aéreo polaco (Agencja Ruchu Lotniczego).

## Aerolíneas y destinos
| Aerolíneas            | Destinos |
| --------------------- | --- |
| Buzz                  | Chárter estacional: Tirana |
| Enter Air             | Chárter estacional: Antalya, Burgas, Corfú, Enfidha, Fuerteventura, Gerona, Hurghada, Varna, Zanzibar |
| European Air Charter  | Chárter estacional: Burgas |
| flydubai              | Dubái–Internacional |
| KLM                   | Ámsterdam |
| LOT Polish Airlines   | Varsovia–Chopin |
| Lufthansa             | Fráncfort, Múnich |
| Pegasus Airlines      | Chárter estacional: Antalya |
| Ryanair               | Alicante, Amman–Reina Alia, Beauvais, Bérgamo, Billund, Birmingham, Bristol, Charleroi, Copenhague, Cork, Cracovia, Dublín, Edimburgo, Estocolmo–Arlanda, Leeds/Bradford, Liverpool, Londres–Stansted, Malta, Manchester, Praga (inicia 1 de abril de 2024), Roma–Ciampino, Roma–Fiumicino, Sandefjord, Pafos, Salónica (inicia 31 de marzo de 2024), Tel Aviv (reinicia 2 de abril de 2024), Treviso Estacional: Bari, Burgas, Cagliari, Corfú, Dubrovnik (inicia 8 de abril de 2024), Gerona, La Canea, Lisboa, Palermo (inicia 3 de junio de 2024), Palma de Mallorca, Pula, Zadar |
| Scandinavian Airlines | Copenhague |
| Smartwings            | Chárter estacional: Bodrum, Esmirna, Heraclión, Tirana |
| Wizz Air              | Kutaisi, Londres–Luton Estacional: Tirana, Verona |